# Rauhhaarige Istrianer Bracke
Die Rauhhaarige Istrianer Bracke (Istarski oštrodlaki gonič; auch Rauhhaarige Istrische Bracke) ist eine von der FCI anerkannte Hunderasse aus Kroatien (FCI-Gruppe 6, Sektion 1.2, Standard Nr. 152).

## Herkunft und Geschichtliches
Die Entwicklung und Herkunft des rauhaarigen Typs und der Kurzhaarigen Istrianer Bracke (Istarski kratkodlaki gonič) ist so gut wie identisch, Abbildungen sind aber seltener, weil Rauhaarigkeit als weniger attraktiv angesehen wurde. Während des Ersten Weltkrieges starb die Rasse fast aus. Parallel zu dem der kurzhaarigen Rasse wurde 1924 das Zuchtbuch eröffnet. Die FCI hat die Kurzhaarige Istrische Bracke im Jahre 1948 anerkannt. Der erste Standard stammt aus dem Jahre 1969.

## Beschreibung
Auch optisch ist diese Laufhundrasse der kurzhaarigen sehr ähnlich: bis 58 cm groß und 24 kg schwer, nur ist das Fell statt glatt rauhaarig, struppig und zudem länger. Auch hier ist die Farbe weiß mit gelb-orangen Abzeichen. Die Rute wird säbelförmig getragen und ist hoch angesetzt. Die Ohren sind mittellang bis lang und von kurzem Fell bedeckt. Die Kopfbehaarung der Hunde ist deutlich struppig.